# David Martin (gymnastique)
Pour les articles homonymes, voir Martin et David Martin.
David Martin (né le 8 juin 1977 à Thiais) est un trampoliniste français.

## Biographie
Il est le premier Français à avoir participé aux Jeux Olympiques en 2000 (il finira quatrième en individuel), et possède à ce jour l'un des plus gros palmarès de la discipline. Outre ses performances individuelles, associé à Emmanuel Durand ou à Cornu il a constitué une des meilleures paires "synchro" du monde
Il entraîne depuis 2010 la section Trampoline de l'Etoile de Monaco

## Palmarès

### Mondial
- Champion du monde synchronisé 1998.
- Champion du monde par équipe 1996.
- Coupe du Monde 2002.
- Vice-champion du monde 1996.
- Vice-champion du monde synchronisé 1996.
- 3° individuel 1999/ 2003.
- 3°  par équipe 1998/ 2001.

### Européen
- Champion d'Europe 1997 ;
- Champion d'Europe synchronisé 1997 ;
- Champion d'Europe par équipe  2000 ;
- Vice-champion d'Europe par équipe  1998 ;
- Vice-champion d'Europe par équipe  2006.

### National
- Champion de France 1996/1997/2002/2003
- Champion de France synchronisé 1995/1997[1].